# Triệu phú khu ổ chuột
Triệu phú khu ổ chuột (tựa gốc tiếng Anh: Q & A) là cuốn tiểu thuyết đầu tiên của nhà ngoại giao Ấn Độ Vikas Swarup được xuất bản lần đầu vào năm 2005. Câu chuyện kể về Ram Mohammad Thomas, một người phục vụ trẻ tuổi trở thành người chiến thắng với giải thưởng lớn nhất lịch sử trong trò chơi truyền hình đố vui Who Wants to Be a Millionaire? phiên bản Ấn Độ, sau đó anh ta bị bắt và bỏ tù vì các cáo buộc gian lận. Luật sư của Ram là người duy nhất bên cạnh anh, chống lại cố gắng buộc tội và quyền tước đoạt giải thưởng của anh từ nhà sản xuất và cảnh sát. Cách duy nhất để chứng minh cho sự vô tội là mọi tình tiết trong cuộc đời Ram và chuyến tha hương đi khắp Ấn Độ, những điều này giải thích mọi bài học và câu trả lời mà anh đã được học.
Năm 2008, cuốn sách đã được chuyển thể thành bộ phim giành giải Oscar mang tên Triệu phú ổ chuột, phim điện ảnh có thêm một nhân vật chính mới tên là Jamal và anh trai Salim. Bộ phim là một bản cáo trạng tố cáo sự nghèo đói và tham nhũng tại Ấn Độ, đồng thời phim phản ánh cách chúng ta giữ lại phần người trong ta khi đối mặt với mọi nghịch cảnh.

## Chủ đề
Ý tưởng cho câu chuyện xuất phát từ một bài báo cáo trên tờ báo địa phương về những đứa trẻ sống trong khu ổ chuột Ấn Độ sử dụng điện thoại di động và Internet. Cũng trong khoảng thời gian này, Charles Ingram, một thiếu tá quân đội Anh đã bị kết tội gian lận trong phiên bản Anh của chương trình truyền hình Who Wants to Be a Millionaire?. Trích dẫn từ Swarup: "Nếu một thiếu tá quân đội Anh có thể bị buộc tội gian lận thì một cậu bé không biết gì đến từ khu ổ chuột lớn nhất thế giới chắc chắn cũng có thể bị buộc tội gian lận." Tiểu thuyết bao gồm các chủ đề may mắn, định mệnh, tự bảo tồn, hy vọng và quyết tâm cá nhân.

## Đón nhận
Triệu phú khu ổ chuột đã giành được giải thưởng Boeke của Nam Phi năm 2006. Tiểu thuyết này cũng được đề cử hạng mục Sách đầu tay hay nhất từ giải thưởng của các nhà văn khối thịnh vượng chung. Sách cũng giành giải thưởng Grand Prix tại Hội sách Paris năm 2007.
Đến nay, cuốn sách đã bán bản quyền và được dịch sang 43 ngôn ngữ, gồm tiếng Ả Rập, tiếng Pháp, tiếng Đức, tiếng Ý, tiếng Hà Lan, tiếng Đan Mạch, tiếng Tây Ban Nha, tiếng Hy Lạp, tiếng Rumani, tiếng Phần Lan, tiếng Croatia, tiếng Thổ Nhĩ Kỳ, tiếng Iceland, tiếng Trung Quốc, tiếng Ba Lan, tiếng Nga, tiếng Na Uy, tiếng Thụy Điển, tiếng Bulgaria, tiếng Serbia, tiếng Hindi, tiếng Gujarati, tiếng Marathi, tiếng Ba Tư, tiếng Tamil, tiếng Sinhala, tiếng Indonesia, tiếng Thái, tiếng Việt, tiếng Nhật, tiếng Do Thái và tiếng Bồ Đào Nha.